# Pałac w Daszowie
Pałac w Daszowie – zabytkowy pałac w Daszowie – wsi w Polsce, w województwie dolnośląskim, w powiecie górowskim, w gminie Jemielno. 

## Opis
Pałac - pierwotnie dwór wybudowany w latach 1547-63 - przebudowany: powiększany i modernizowany w stylu barokowym w latach 1729-35,  restaurowany w 1898-1906.